# Rich Men North of Richmond
Rich Men North of Richmond је песма америчког кантри фолк певача Оливера Ентонија која је објављена у августу 2023. Песма је преко ноћи постала вирални хит након што је постала популарна на друштвеним мрежама, а описана је као „химна плавих оковратника“, „химна сваког човека“ и „химна деснице “. Последњу тврдњу је Ентони одбацио. Неколико дана након објављивања, била је на врху листе продаје и стримовања, а затим је дебитовала као броју 1 на Билборд Хот 100, чинећи Ентонија првим уметником који је дебитовао на врху листе без икакве претходне историје укључења на листи у било ком облику.

## Позадина и садржај
Песму је први пут поставио на Јутјуб канал Radiow 8. августа 2023. године, а видео је добио преко 5 милиона прегледа у прва три дана. Пре успеха песме, Ентони није био познати музичар, а раније је сам снимао песме на свој мобилни телефон. Песма је била  прва Ентонијева професионално снимљена песма. У интервјуу за Billboard, Дравен Рифе из Radiow-а је рекао: „Обојица смо се молили пре него што смо снимили песму.
Теме песме укључују ниске плате („for bullshit pay“), сиромаштво у храни („nothing to eat“), високу инфлацију („dollar ain't shit“), високе порезе („taxed to no end“), трговину децом („minors on an island“), злоупотреба социјалне заштите („the obese milkin' welfare“) и централизација моћи („"wanna have total control“).
Позивање на политичаре „који негдје пазе на малољетнике на неком острву“ протумачено је као референца на Џефрија Епстајна и његово приватно острво и довело је до спекулација да је Ентони помињао теорију завере Кјунон, која се врти око веровања да се политичари и друге елите баве трговином децом и другим злостављањем деце.
У видео снимку који објашњава своје писање песама, Ентони је рекао да његови текстови покушавају да говоре у име радничке класе и да тежи да буде „глас за те људе“, напомињући да „шта год да раде, не могу сасвим напредовати". Ентони је своју политику описао као „мртво центричку".

## Пријем
Песма је приписана различитим утицајима, а разни коментатори су је описали као „химну“ за „сваког човека“, за плаве оковратнике, као и за конзервативце, и десничари. Песму су похвалили представница Републиканске куће Марџори Тејлор Грин, кантри певач Џон Рич, подкастер Џо Роган и конзервативни коментатори Ден Бонгино и Мет Волш. Музичар и коментатор Винстон Маршал похвалио је песму у тексту за The Spectator као „сирову оригиналну мелодију ... то осуђује моћи које постоје у Вашингтону, елитне педофиле и невољу обичних Американаца који раде" што је „одјекнуло као национална гитара са Американцима који воле музику који гладују за нечим аутентичним". Насупрот томе, извршни уредник конзервативне National Review Марк Антонио Рајт критиковао је текст песме, тврдећи да „ако сте у форми, способан мушкарац и радите 'прековремене сате за срање плату', морате да пронађете Нови посао."
Описујући песму као „страствену естриху против стања у земљи“, писац Rolling Stone Џозеф Худак такође је рекао да Ентони улази у „тачке разговора о благостању из Реганове ере“. Џеј Каспијан Канг је написао у The New Yorker-у да је „у зависности од ваше политике, [Ентони] или глас послат са неба да изрази гнев беле радничке класе, или је он потпуно конструисана вирусна креација која је стигла да сервира огорченост..."
Песму је поређена са композицијом Џејсона Олдина „Try That in a Small Town”, кантри песмом популарном међу конзервативцима која је претходно била на првом месту на ITunes Country Chart док је није избацила Ентонијева песма. Ема Китс је у The A.V. Club написала да Ентонијеви текстови „нису ... тако очигледно претећи“ као и оне у Олдиновом синглу, али „они су генерално и даље засновани на бројним регресивним и грубим стереотипима који се на застрашујући начин филтрирају у мејнстрим музику“. Неки су критиковали песму због стиха „the obese milkin' welfare”, (гојазни музу социјалу) тврдећи да се ослања на негативне стереотипе о примаоцима социјалне помоћи.
Песма је описана као „најновија у низу контроверзних културних жаришта" која је поделила Америку. Главни уредник онзервативног National Review's Марк Антонио Рајт је критиковао текст песме са позиције да ако сте здрав, способан мушкарац а радите прековремено за шта сте усрано плаћени, морате да пронађете нови посао. У The Washington Post се тврди да је песма након филма Звук слободе и песме Џејсона Олдина „Try that in a small town“ значајан пример демонстрације да „крајња десница све више заузима место у свету поп културе“. раније доминирале „левичарске личности и вредности”. Алтернативно гледиште, постављено у аустралијској новинској кући News.com.au, је да „без обзира где идете и кога импресионирате, увек ће постојати група људи жељних“ да „погрешно протумаче вашу поруку“, и тако, иако песма је „јасно о позиву радничке класе на оружје, било је оних који су песму видели као 'офанзивну десничарску химну'".
Песма је такође добила одговор од британског певача Билија Брега, који је написао песму под називом Rich Men Earning North of a Million са текстом који подстиче на синдикалну организацију.

### У политици
Песма је поменута у првом питању прве републиканске председничке дебате у Милвокију 23. августа 2023, чији је домаћин Fox News. Питање Марте Маккалум упућено је гувернеру Флориде Рону Десантису: „Зашто ова песма толико погађа у овој земљи баш сада?“ Десантис је одговорио да је земља „у паду“, али да пад „није неизбежан“ и да су нас „ти богаташи северно од Ричмонда довели у ову ситуацију“. Fox News је саопштио да су контактирали Ентонија пре дебате и добили дозволу да пусте песму.

### Антонијев одговор
Ентони је 25. августа објавио видео изјаву на Јутјубу. На републиканској председничкој дебати рекао је: „Било је смешно видети моју песму на председничкој дебати, јер сам ту песму написао о тим људима, знате... Та песма је написана о људима на тој сцени - и још много тога. Не само они, већ дефинитивно они.“ Он је појаснио да не подржава ни председника Џоа Бајдена.
Ентони је рекао да су његову песму „наоружали” десница и левица: „Видим да десница покушава да ме окарактерише као једног од својих. И видим да левица покушава да ме дискредитује, ваљда у знак одмазде.“ Рекао је да су људи о којима је писао у песми „учинили све што су могли у последње две недеље да изгледам као будала, да заврте моје речи, да покушају да ме угурају у политичку канту“. Он се обратио и онима који су песму протумачили као „напад на сиромашне”, рекавши да „све моје песме које се реферишу на класе бране сиромашне”. Он је за „богаташе“ рекао: „30-так милиона људи је разумело шта сам говорио, али је потребно само неколико да покуша да избаци воз из шина, да покуша да пошаље лажне наративе.“

## Комерцијални учинак
Композиција је дебитовали на првом месту на Билборд Хот 100 од 26. августа 2023, са 147.000 преузимања и 17.5 милиона стримова прве недеље. То је Ентонија учинило првим извођачем који је дебитовао са песмом на првом месту на тој листи без претходног остварења резултата на листи на било који начин (пет других соло извођача је дебитовало на броју 1, али су претходно имали музичко искуство и учешће на листи). То га такође чини трећим непотписаним извођачем који има сингл број један на тој листи. Песма је такође прва соло извођача која је истовремено достигла број 1 на  Hot 100 и Hot Country Songs истовремено у својој дебитантској недељи.

## Рангирање песме на листама
| Листа (2023)                     | Највиша позиција |
| -------------------------------- | ---------------- |
| Аустралија (ARIA)                | 13               |
| Канада                           | 3                |
| Global 200 (Billboard)           | 2                |
| Ирска (IRMA)                     | 13               |
| Низоземска (Global Top 40)       | 11               |
| Нови Зеланд (Recorded Music NZ)  | 17               |
| Шведска (Sverigetopplistan)      | 58               |
| UK Singles (OCC)                 | 23               |
| UK Indie (OCC)                   | 5                |
| US Billboard Hot 100             | 1                |
| US Country Airplay (Billboard)   | 45               |
| US Hot Country Songs (Billboard) | 1                |